# Jaheim
Jaheim Hoagland (nacido en 1979 en Nuevo Brunswick, Nueva Jersey), más conocido simplemente como Jaheim, es un cantante afrodescendiente de R&B y neo soul. Firmó por Divine Mill Records, selló de Kaygee de Naughty by Nature en 2000, y un año después lanzó su álbum debut, Ghetto Love. Su segundo trabajo fue Still Ghetto, en 2002, y fue platino, como el primero. Su tercer álbum, Ghetto Classics, salió a la venta el 14 de febrero de 2006, debutando en el número uno en Billboard 200.

## Biografía
Jaheim creció en el complejo de viviendas protegidas 176 Memorial Parkway Homes en Nuevo Brunswick. Desafortunadamente, su padre murió en 1981, cuando el pequeño Jaheim solo contaba con dos años. Pertenecer a una familia musical le ayudó a vencer las tragedias y los escollos de su entorno. Su abuelo Victor Hoagland, cantó en muchos grupos, incluido The Drifters, y las reuniones familiares se convertían en grandes coros. 
Poco tiempo después, la desgracia se volvió a cebar con Jaheim, cuando su madre Julie murió. Pero el joven mantuvo la fe y se convirtió en una sensación en los shows de talento de Nueva Jersey. Grabó una cinta que condujo a un contrato con Divine Mill Records (una división de Warner Brothers) cuatro años más tarde. Dos singles, "Could It Be" y "Just In Case", tuvieron éxito en las listas de Billboard. Su segundo álbum, Still Ghetto, fue lanzado a finales de 2002. Tras un hiato de casi cuatro años, Jaheim volvió a la escena musical en 2006 con Ghetto Classics, en el que aparecía el éxito "Every Time I Think About Her" en colaboración de Jadakiss.

## Discografía

### Álbumes
- 2001 Ghetto Love #9 US (Platino)
- 2003 Still Ghetto #8 US (Platino)
- 2006 Ghetto Classics #1 US (Oro)
- 2007 " The Makings Of a Man "
- 2010 " Another round"
- 2013 Appreciation Day

### Sencillos
- 2001 "Could It Be" US #26
- 2001 "Just In Case" US #52
- 2002 "Ride" (Boney James con Jaheim)
- 2002 "Anything" (con Next) US #28
- 2003 "Fabulous" (con Tha Rayne) US #28
- 2003 "Put That Woman First" US #20
- 2003 "Backtight"
- 2004 "Diamond In Da Ruff"
- 2004 "Lord You Know" (Cam'ron con Jaheim)
- 2004 "My Place" (Nelly con Jaheim)
- 2005 "Every Time I Think About Her" (con Jadakiss)
- 2006 "The Chosen One"
- 2007 "Never"

- Datos: Q924298